# Pompônio Basso (cônsul em 259)
[Tibério] ou [Flávio] Pompônio Basso (em latim: [Tiberius] ou [Flavius] Pomponius Bassus) foi um oficial romano de meados do século III, ativo entre os reinados dos imperadores Valeriano (r. 253–260) e Aureliano (r. 270–275).

## Vida

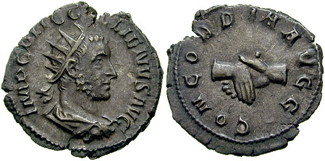
Antoniniano de Galiano r.

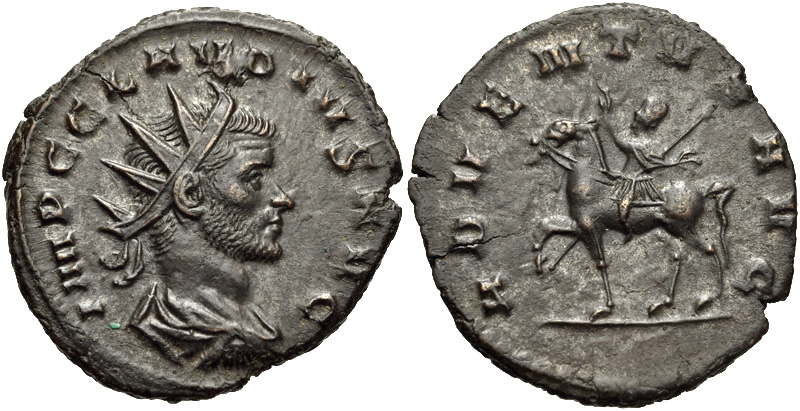
Antoniniano de r.

Basso era talvez filho do tenente homônimo da Mésia, neto ou bisneto do cônsul homônimo de 211 e bisneto ou tataraneto de Caio Pompônio Basso Terenciano, bem como provavelmente foi parente de Pompônia Umídia, que pode ter sido sua mãe ou avó. Se sabe que teve uma esposa chamada Pompônia Cratídia.
Basso é citado pela primeira vez em 259, quando foi nomeado cônsul posterior com Emiliano.[a] Sua carreira posterior é descrita sobretudo numa inscrição em grego na qual são listados todos os seus ofícios. O primeiro deles foi como procônsul, talvez da África, em algum momento após 259. Depois foi conde do imperador (comes augusti), sob Galiano (r. 253–268) ou Cláudio II (r. 268–270), corretor da Itália inteira (corrector totius Italiae), possivelmente em 268/269, e então promagistro dos pontífices, importante sacerdócio em Roma.
O último ofício registrado na inscrição em grego foi de prefeito urbano de Roma, mas é incerto a data que ocupou o posto, sobretudo pela omissão de seu nome na lista de titulares presente no Cronógrafo de 354. Os autores da PLRE sugerem que tenha exercido essa função em algum momento próximo ao seu segundo consulado, seja em 270, entre os ofícios de Flávio Antioquiano e Postúmio Varo, seja em 271, entre Varo e o segundo mandato de Antioquiano. Em 271, Basso foi novamente nomeado cônsul posterior, dessa vez com o imperador Aureliano. Segundo uma entrada na Epítome dos Césares de Sexto Aurélio Vítor, Basso também foi príncipe do senado sob Cláudio II.